# Bulbul (nahija)
Nahija Bulbul (ar. ناحية بلبل‎‎) je nahija u okrugu Afrin, u sirijskoj pokrajini Alep. Površina nahije je 203,36 km2. Po popisu iz 2004. (prije rata), nahija je imala 12.573 stanovnika. Administrativno sjedište je u naselju Bulbul.